# شهرستان لودینگ
شهرستان لودینگ (به لاتین: Luding County) یک منطقهٔ مسکونی در چین است که در ولایت خودمختار گارزئی تبتی واقع شده‌است. شهرستان لودینگ ۲٬۱۶۵ کیلومتر مربع مساحت و ۸۰٬۰۰۰ نفر جمعیت دارد.